# Kirikumäe järv
Kirikumäe järv är en sjö i sydöstra Estland. Den ligger i Võru kommun i landskapet Võrumaa, 240 km sydost om huvudstaden Tallinn. Kirikumäe järv ligger 183 meter över havet och dess storlek är 0,62 kvadratkilometer. Sjön avvattnas av 
Pededze som ingår i Daugavas avrinningsområde.